# Pontoszi görög nyelv
A pontoszi görög nyelv vagy pontoszi nyelv (de latinosabb pontuszi alakot is használják még) eredetileg a mai Törökország északi részén, Pontosz régióban beszélt görög nyelvváltozat. A pontoszi görög nyelv nem a hajdani lingua francaként funkcionáló koinéi nyelv származéka, mint mondjuk a kappadókiai görög nyelv. A pontoszi nyelv, ahogy más Kis-Ázsia vidékein beszélt görög változatok is, mutat török, perzsa sőt kaukázusi hatásokat. Az első világháború utáni lakosságcserék következtében a mai pontuszi nyelv beszélői többnyire Görögországban élnek.

## A nyelv helyzetének alakulásai
Manolisz Triantafülidesz görög nyelv két csoportot különböztetett meg, nyugati és keleti csoportot, amikor még a pontoszi nyelvet Törökországban beszélték. A nyugati csoportnak csak egy nyelvjárása van az oenoe-i (Ünye) nyelvjárás, míg a keletinek kettő a trebizondi és a valamikori Khaldia és Kotüora beszélt nyelvjárás. A khaldiai nyelvjárásnak van a legtöbb beszélője. A khaldiai nyelvjárásban az ún. magánhangzó-harmónia mutatható, mely a magyar nyelvre is jellemző. Ezt a pontoszi nyelv a törökből vette át.

## Földrajzi elhelyezkedése

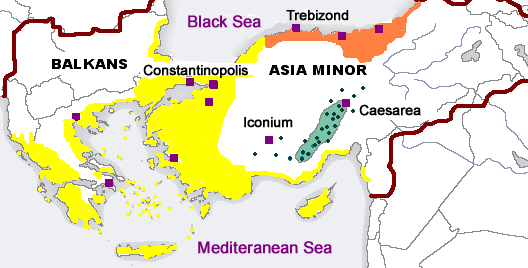
A nyelv elterjedése (narancssárgával) a Bizánci Birodalomban a 12-15. század között

Az évszázados török-görög ellentétek miatt Pontoszból már a 18. és 19. században vándorolt ki sok görög északra, az Orosz Birodalomba, nyilván azon indíttatásból, hogy a keleti szlávok is ortodox felekezetűek, így tőlük reméltek védelmet a törökökkel szemben. Ukrajnában, Oroszországban Sztavropolban és Grúziában is élnek még beszélők, ahol az 1930-as esztendőkben iskolai oktatásba is be tudták vinni nyelvüket a görögök, sőt még irodalommal is foglalkoztak. A Törökországban történt véres pogromok, majd a lakosságcsere egyezmény következtében a legtöbb pontoszi görögöt Észak-Görögországba telepítették. Az 1990-es években az egyik Szovjetunióból is sokan vándoroltak el. Törökországban főleg azok maradtak, akik 17. században áttértek az iszlám hitre, de megőrizték nyelvüket. Ezeknek a száma négy és ötezer fő között mozog és hat különféle régióban élnek elszórtan. Az itteni változatot Romejka névvel illetik.
Görögországban 200 ezer beszélőt mutattak ki 2001-ben, akik főleg a görög Macedóniában élnek. Ukrajnában a Krím-félszigeten élnek pontoszi beszélők.

## Hivatalos státusza
Ma hivatalosan nem használják a pontoszi görög nyelvet sehol, de az 1917-ben kikiáltott Pontoszi Köztársaságban javasolták, hogy legyen hivatalos nyelv. Az orosz területen élő pontoszi görögöknél egy darabig használatban volt, amíg 1926-ban több értelmiségi az újgörög nyelv felé kezdett orientálódni.

## Kultúra
A pontoszi görög nyelvet főleg a szájhagyomány és a népi folklór őrizte meg. A pontoszi nyelvű dalok nagyon kedveltek Görögországban. Korlátozott mértékben modern irodalommal is foglalkoznak pontoszi nyelven, köztük a legjelentősebb író Kosztasz Diamantidisz. Az irodalmi termékek között verseskötetek és regények is szerepelnek, sőt az Asterix képregényt is lefordították már pontoszi nyelvre. Csekély mértékben még Törökországban is vannak próbálkozások a nyelv írásos szinten történő fenntartására.

## A pontoszi ábécé
A pontoszi nyelvnek nincs egységes, általánosan elfogadott szabályozása, mert területenként másképp írják. Görögországban természetesen a görög ábécét alkalmazza a pontoszi nyelv, Törökországban pedig a módosított latin ábécét, amely a mai modern török ábécével egyezik. Oroszországban pedig a még élő pontosziak orosz cirill ábécét használnak. Az oroszországi pontoszi variánst a szovjet időkben a kiejtés szerint írták, a cirill írásba viszont átvettek néhány görög magánhangzót mivel bizonyos kombinált hangokat, mint az æ-t a ciril ábécé nem tudott leképezni. Utóbbi hangnak a görögből vett ια lett a megfelelője. A pontoszi nyelv létrehozott wikipédia a görög ábécét használja.
| Görög ábécé szerinti | Török ábécé szerinti | Orosz ábécé szerinti | IPA     | Példa                               |
| -------------------- | -------------------- | -------------------- | ------- | ----------------------------------- |
| Α α                  | A a                  | А а                  | [a]     | ρομεικα, romeyika, ромейика         |
| Β β                  | V v                  | В в                  | [v]     | κατιβενο, kativeno, кативено        |
| Γ γ                  | Ğ ğ                  | Г г                  | [ɣ] [ʝ] | γανεβο, ğanevo, ганево              |
| Δ δ                  | DH dh                | Д д                  | [ð]     | δοντι, dhonti, донти                |
| Ε ε                  | E e                  | Е е                  | [e]     | εγαπεςα, eğapesa, егапеса           |
| Ζ ζ                  | Z z                  | З з                  | [z]     | ζαντος, zantos, зантос              |
| ΖΖ ζζ                | J j                  | Ж ж                  | [ʒ]     | πυρζζυας, burjuvas, буржуас         |
| Θ θ                  | TH th                | С с, Ф ф, Т т        | [θ]     | θεκο, theko, теко                   |
| Ι ι                  | İ i                  | И и                  | [i]     | τοςπιτοπον, tospitopon, тоспитопон  |
| Κ κ                  | K k                  | К к                  | [k]     | καλατζεμαν, kalaceman, калачеман    |
| Λ λ                  | L l                  | Л л                  | [l]     | λαλια, lalia, лалиа                 |
| Μ μ                  | M m                  | М м                  | [m]     | μανα, mana, мана                    |
| Ν ν                  | N n                  | Н н                  | [n]     | ολιγον, oliğоn, олигон              |
| Ο ο                  | O o                  | О о                  | [o]     | τεμετερον, temeteron, теметерон     |
| Π π                  | P p                  | П п                  | [p]     | εγαπεςα, eğapesa, егапеса           |
| Ρ ρ                  | R r                  | Р р                  | [ɾ]     | ρομεικα, romeyika, ромейка          |
| Σ ς                  | S s                  | С с                  | [s]     | καλατζεπςον, kalacepson, калачепсон |
| ΣΣ ςς                | Ş ş                  | Ш ш                  | [ʃ]     | ςςερι, şeri, шери                   |
| Τ τ                  | T t                  | Т т                  | [t]     | νοςτιμεςα, nostimesa, ностимеса     |
| ΤΖ τζ                | C c                  | Ч ч                  | [d͡ʒ]    | καλατζεμαν, kalaceman, калачеман    |
| ΤΣ τς                | Ç ç                  | Ц ц                  | [tʃ]    | μανιτςα, maniça, маница             |
| Υ υ                  | U u                  | У у                  | [u]     | νυς, nus, нус                       |
| Φ φ                  | F f                  | Ф ф                  | [f]     | εμορφα, emorfa, эморфа              |
| Χ χ                  | H, KH (sert H)       | Х х                  | [x]     | χαςον, hason, хасон                 |